# Ebu Jones
Ebu Rohno Jones (Nickerie, 31 december 1981) is een Surinaams kickbokser, journalist, diplomaat en politicus. Sinds medio 2017 was hij waarnemend zaakgelastigde van Suriname in Nederland, bij afwezigheid van een ambassadeur. In 2019 werd hij benoemd tot ambassadeur in Guyana. Tijdens de verkiezingen van 2020 werd hij gekozen tot lid van De Nationale Assemblée (DNA) als kandidaat van de NDP.

## Biografie

### Kickboksen en studie
Jones was actief als kickbokser en werd in de ring ook wel Ebu de Professor genoemd. Hij begon zijn loopbaan als journalist en werkte circa 2005-2009 voor het landelijke dagblad De Ware Tijd. Ondertussen studeerde hij aan de Universiteit van Suriname en de Universiteit Utrecht (Surinaams strafrecht en internationaal recht).

### Diplomaat
Rond 2011 tot 2015 was hij tweede secretaris op de Surinaamse ambassade in Parijs. In aanloop naar de Verkiezingen van 2015 in Suriname was hij secretaris van de commissie 'Adaptatie Gedragscode Verkiezing'.
In 2017 was hij tweede secretaris op de ambassade van Suriname in Nederland. Na het vertrek in de zomer van 2017 van Lucretia Redan als zaakgelastigde van Suriname, nam hij deze functie ad interim van haar over. Deze functie was de hoogste vertegenwoordiging van Suriname in Nederland, omdat het land van 2010 tot 2020 geen ambassadeur afvaardigde.
In 2019 werd hij benoemd tot ambassadeur in Guyana. In Den Haag werd hij opgevolgd door Oquemele Denz.

### Oppositielid
Tijdens de verkiezingen van 2020 was hij verkiesbaar voor de NDP in Nickerie en verwierf hij een zetel in De Nationale Assemblée (DNA). Eind mei 2021 raakte hij besmet met het coronavirus. In 2023 noemde Jones de verplichting voor ambtenaren om zich te laten registreren gangster-wetgeving. Deze registratie werd door minister Bronto Somohardjo ingevoerd om spookambtenaren geen salaris meer te hoeven betalen. Bij elkaar registreerde zich tot januari 2023 90% van de ambtenaren, wat een grote besparing op het overheidsbudget opleverde.
Jones staat enerzijds bekend als een DNA-lid die zich goed voorbereid op debatten en zich goed informeert. Niettemin kreeg hij ook te maken met rechtszaken die werden aangespannen door Suribet en DNA-lid Asis Gajadien wegens leugens. Zowel in als buiten DNA staat hij daarnaast bekend als een oververhit tijdbommetje dat zich niet altijd kan beheersen en soms verandert in een ongeleid projectiel. Tijdens de bestorming van De Nationale Assemblée op 17 februari 2023 bevond hij zich tussen de demonstranten en weigerde hij gehoor te geven aan een bevel van de politie om van die plek te vertrekken. Toen hij hierop een slag kreeg van de politie werd dat goedgepraat door zijn partijleden van de NDP en werd niet Jones tot de orde geroepen. Rond 11 oktober 2024 ging hij zelfs zo tekeer in DNA dat de politie werd geroepen om hem te verwijderen. Rond 23 november 2024 moest de politie hem opnieuw verwijderen. Door de agressie van NDP-leden als Jones, maar ook Melvin Bouva, zei voorzitter Marinus Bee rond 1 november 2024 dat het zo niet verder kon en met een nieuw Ordereglement te zullen komen. In maart 2025 werd Jones door de rechter veroordeeld voor laster. Hij had VHP-parlementslid Asis Gajadien onterecht beschuldigd en daarmee diens integriteit, goede naam en eer geschaad.
Tijdens de verkiezingen van 2025 werd hij herkozen op nummer 13 van de lijst van de NDP.